# Desde el abismo
Desde el abismo  es una película de Argentina filmada en Eastmancolor dirigida por Fernando Ayala sobre su propio guion escrito en colaboración con Eduardo Gudiño Kieffer inspirado en la novela Desde la séptima tiniebla. Memorias de una alcohólica de Teresa Gondra. El film se estrenó el 3 de abril de 1980 y tuvo como actores principales a Thelma Biral, Olga Zubarry, Alberto Argibay y Héctor Pellegrini.
El protagónico de Biral como alcohólica quedó consagrado como el más importante de su carrera. 

## Sinopsis
El alcoholismo lleva a una mujer a la prostitución y luego a la cárcel. A la vez, muestra la acción de Alcohólicos Anónimos.

## Reparto
- Thelma Biral
- Olga Zubarry
- Alberto Argibay
- Héctor Pellegrini
- Adriana Parets
- Raúl Rizzo
- Marta Albertini
- Néstor Hugo Rivas
- Cristina Murta
- Boy Olmi
- Luis Gasparini
- Cristina Fernández
- Betty Couceiro
- Silvia Baylé
- Paula Domínguez
- Ricardo Greco
- Nubel Espiño
- Natalio Povarche
- Joaquín Piñón
- Juan Leyrado
- Daniel Fanego
- Roberto Valent
- Gloria Gueddes
- Sara Ilse
- Juan Beceiro
- Stella de la Rosa
- Héctor López …Dueño del bar
- Fabián De Jesús (Diego-niño)

## Comentarios
Jorge Abel Martín en La Opinión escribió:

«Sacrificando el tempo cinematográfico para detallar los altibajos de la vida de la protagonista, Fernando Ayala logró empero una narración acertada, rigurosa, valiente»

Clarín dijo:

«Un noble alerta del cine argentino»

El Heraldo del Cine escribió:

«La adaptación no elude los golpes dramáticos, muy por el contrario los acentúa»

Manrupe y Portela escriben:

«Film didáctico sobre el alcoholismo plagado de obviedades y de escenas que llegan a irritar por lo forzadas»